# Stadion Graz-Liebenau
Lo Stadion Graz-Liebenau, noto come UPC-Arena per motivi di sponsor, è il principale stadio calcistico della città di Graz. Costruito sul sito del precedente impianto, il Bundesstadion Graz-Liebenau, a sua volta inaugurato nel 1951, può ospitare 15.400 persone ed è stato inaugurato nel 1997.
Viene utilizzato principalmente per il calcio, lo Sturm Graz e il Grazer AK vi giocano le proprie partite casalinghe. Ha ospitato due finali di ÖFB-Cup e tre di ÖFB-Supercup, oltre a numerose partite della Nazionale austriaca.
È stato una delle tre sedi del campionato mondiale di football americano 2011 giocatosi proprio in Austria.

## Storia

### Il primo stadio
Nel 1929 fu creata la Sportplatzareal, l'area dove oggi sorge lo stadio, per ospitare le partite del Grazer SC. Più tardi venne utilizzata dallo Sportclub Wacker (Grazer Sportvereinigung) e, infine, divenne il centro sportivo della società Steyr Daimler Puch.
Dopo la seconda guerra mondiale l'area era deserta, ma ancora edificabile e nel 1950 il governo decise di costruirvi un nuovo centro sportivo pubblico, a sud della città di Graz. Concepito inizialmente solo come un campo sportivo, divenne nei progetti definitivi un vero e proprio stadio in muratura, capace di 16.000 spettatori. L'inaugurazione ebbe luogo il 9 giugno 1951 con una partita amichevole tra la selezione della Steirischer Fußball-Verband e il club inglese del Sunderland, terminata con una vittoria dei padroni di casa per 2-1.
Negli anni seguenti l'impianto conobbe rimaneggiamenti importanti, tra cui l'installazione dei riflettori nel 1955 e l'espansione delle gradinate nel 1970. Tutto allo scopo di rendere lo stadio sempre più moderno e funzionale.
La Nazionale austriaca vi debuttò il 10 settembre 1970 in un'amichevole con la Jugoslavia terminata 0-1, in seguito i due principali club cittadini lo elessero a sede delle partite casalinghe: lo Sturm dal 1974 al 1982 e il GAK dal 1975 al 1986.

### La costruzione del nuovo stadio
Con i primi anni novanta lo stadio necessitava di lavori di ristrutturazione. Si optò invece per la costruzione di un impianto completamente nuovo. A dicembre del 1994 venne completata l'acquisizione del vecchio Bundesstadion Graz-Liebenau alla città di Graz da parte del governo federale, il quale si assunse le spese di costruzione del nuovo impianto per il 20%. Lo stato della Stiria contribuì invece per il 30%.
Il nuovo stadio, progettato per 15.000 spettatori, avrebbe dovuto rispondere a tutte le norme necessarie per ospitare gare internazionali. La gara d'appalto prevedeva anche la realizzazione di strutture correlate come parcheggi, centri commerciali e benessere, spazi residenziali e per uffici. Risultò vincitore un gruppo di investitori capeggiati dalla Granit Ges.m.b.H, che commissionò allo studio di architettura Team A Graz la progettazione del nuovo impianto.
Consegnati i progetti, i lavori iniziarono il 9 gennaio 1995. Nell'inverno dell'anno successivo erano già stati portati a termine, e lo stadio appena eretto venne intitolato al celebre ex-culturista e attore Arnold Schwarzenegger, nativo della regione. L'Arnold Schwarzenegger-Stadion Graz-Liebenau fu inaugurato il 9 luglio 1997 con il 91º derby di Graz tra Sturm e Grazer AK, vinto dai blackies per 4-0, davanti a 15.400 spettatori. Il primo gol nel nuovo impianto fu realizzato al 3' da Roman Mählich. Erano passati esattamente 46 anni dall'inaugurazione del vecchio Bundesstadion.

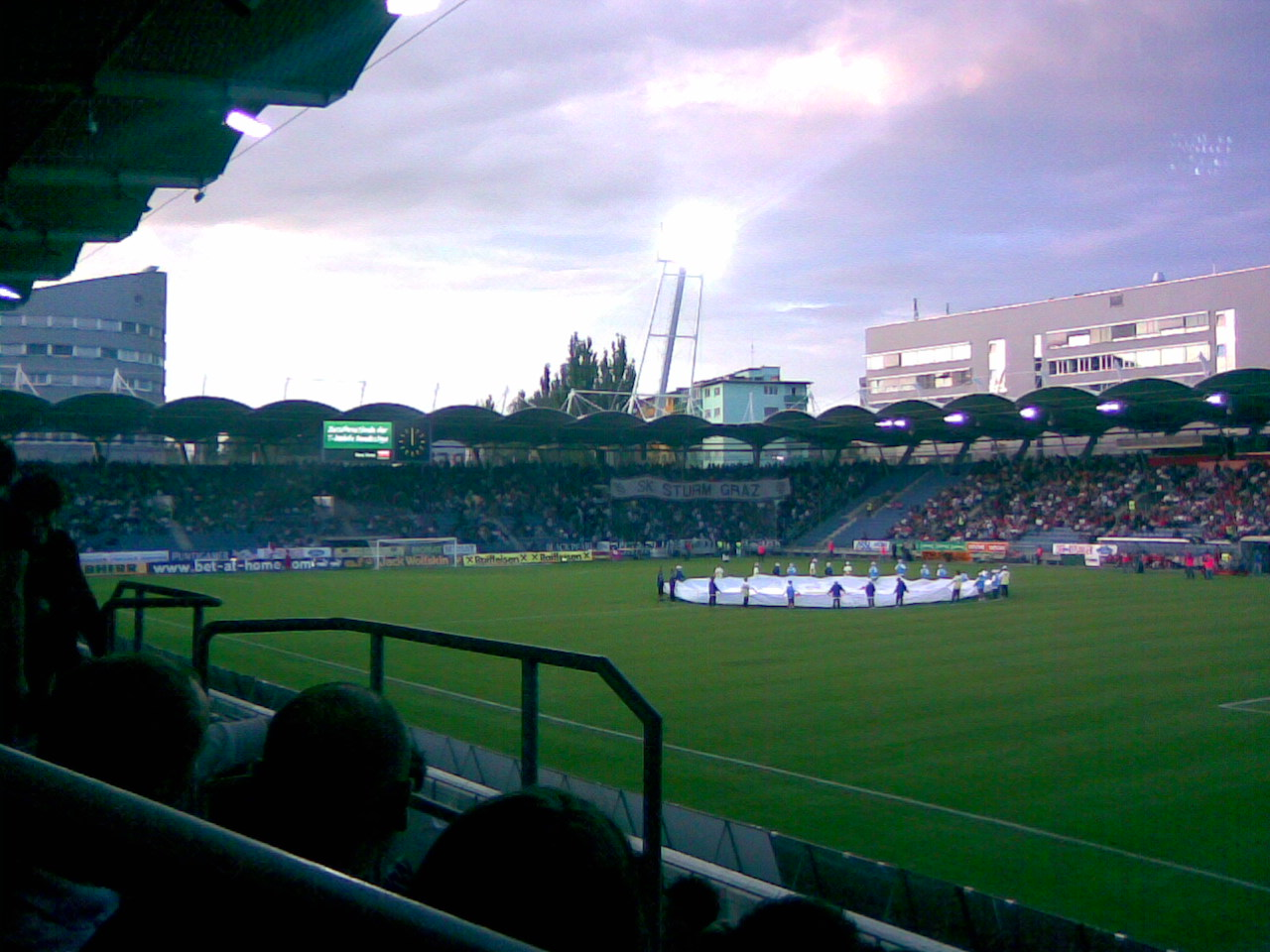
L'interno dello stadio prima di una partita

### Controversie e cambio del nome
Nel gennaio 2005 esplose un caso concernente il nome dello stadio. Arnold Schwarzenegger, divenuto nel frattempo governatore della California, negò la grazia al condannato a morte Stanley Williams, suscitando infinite polemiche. I politici locali chiesero esplicitamente che il nome dell'attore fosse tolto da quello dello stadio, e si spinsero a chiedere la revoca della sua cittadinanza austriaca. Quando, a dicembre, il governatore confermò la condanna a morte, lo schieramento politico capeggiato dai Verdi e dal KPÖ ottennero che lo stadio venisse ribattezzato.
Nella notte del 26 dicembre l'impianto cambiò nome in Stadion Graz-Liebenau.
Ben presto il governo cittadino, sotto la guida dell'assessore alle finanze Wolfgang Riedler, iniziò la ricerca di un possibile sponsor per lo stadio. La gara d'appalto fu vinta dalla UPC Austria GmbH, compagnia di telecomunicazioni. Il 17 febbraio 2006 venne così presentata la nuova UPC-Arena, in occasione del 125º derby cittadino terminato 0-0.

## Caratteristiche

### Struttura
Lo stadio ha più di 15.400 posti a sedere interamente coperti, suddivisi in 27 settori. Per le partite in Champions League dello Sturm Graz nel 1999 e nel 2001, vennero montate delle gradinate supplementari, in modo tale che quasi 16.000 spettatori trovavano spazio. La capienza ufficiale per le partite di Bundesliga è di 15.323 spettatori.
Il settore VIP si trova presso la curva ovest nel settore 18, ed ha 500 posti. Sono presenti 60 posti destinati a portatori di handicap.
Il terreno di gioco, dotato di un impianto di riscaldamento del prato, ha una dimensione di 105 x 72 metri ed è circondato da un fossato di quasi tre metri di profondità.

### Costruzione

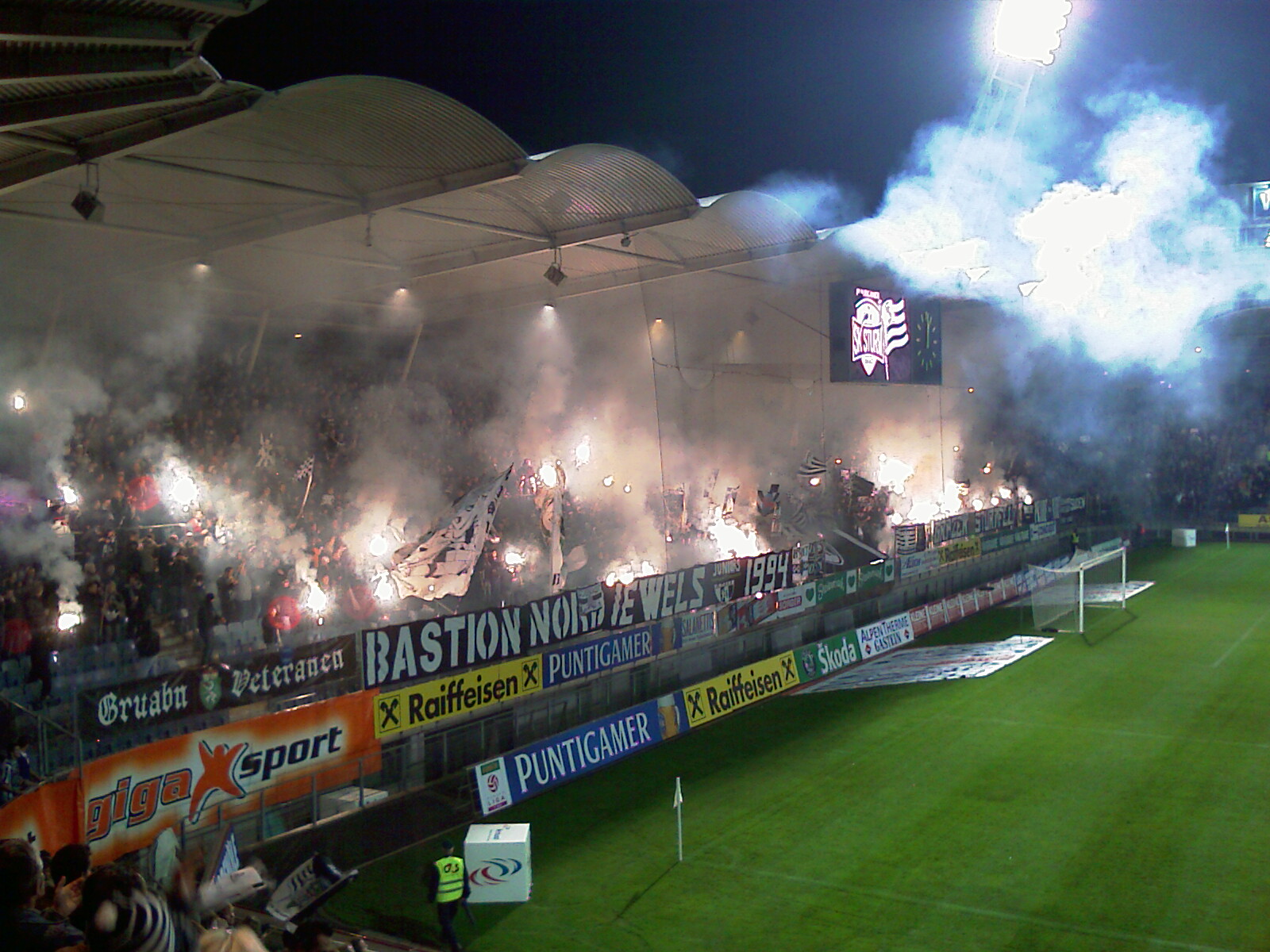
Coreografia della tifoseria dello Sturm Graz

La struttura è stata progettata dal team di architetti Team A Graz nel 1994 ed eretta tra il 1995 ed il 1997. La città di Graz, committente e costruttrice dell'opera, si è rivolta agli architetti Jörg Wallmüller, Dietrich Ecker, Herbert Missoni e Franz Cziharz, coadiuvati dagli ingegneri Wolfgang Platzer, Edwin Visotschnig e Richard Greiner.
La superficie complessiva su cui sorge l'edificio, compreso il centro sportivo, è di 39.650 m², mentre la superficie effettivamente edificata è di 13.725 m².
Per la costruzione dello stadio sono stati utilizzati 85.000 m² di casseforme, elaborate 1.250 tonnellate di acciaio e 14.000 m³ di calcestruzzo. Il tetto d'acciaio è grande circa 10.000 metri quadrati e ha un peso di 650 tonnellate. Il costo dell'intera opera è stato l'equivalente di circa 20 milioni di euro.
L'arena presenta anche due schermi video e quattro torri faro. Sono montati complessivamente 158 proiettori per illuminare completamente con 1.200 lux il campo di gioco.
Il prato ha una dimensione di esattamente 9.085 m² (79 x 115 m), dove la superficie di gioco misura 72 x 105 m.
Nello stadio sono presenti anche 9 servizi igienici e 15 buffet, su complessivi 6.000 m² di distribuzione.
Proprio accanto al complesso si trova lo stadio del ghiaccio di Graz-Liebenau, che ospita le partite casalinghe dei Graz 99ers, e un'altra pista di pattinaggio, coperta da un tetto formato da pannelli solari fotovoltaici, l'energia prodotta viene immessa direttamente nella rete di distribuzione cittadina. Il trasferimento di energia viene eseguito da una stazione situata nei pressi dello stadio. L'impianto ha vinto nel 2002 il premio "Österreichischen Solarpreis" come migliore progetto ad energia solare austriaco, ed è stato dal 2002 al 2006 il più grande di questi progetti nel Paese.
L'investimento comporta un ritorno di circa 540 MWh all'anno. A fronte di una caldaia a gasolio si porta anche un risparmio di CO2 di circa 250.000 kg all'anno.

## Eventi
Benché la capacità ufficiale sia di 15.400 posti a sedere, l'effettiva capacità durante gli eventi sportivi si aggira tra i 15.312 e i 15.323 spettatori.
Sotto le tribune del lato est si trovano gli spogliatoi, le sale stampa, gli uffici e la sede della polizia. Sopra le tribune si trovano le cabine televisive, la tribuna stampa e l'area destinata ai giornalisti.
L'area VIP si trova presso la curva ovest (settore 18), è dotata di un ristorante e ha una parete in vetro panoramica. In questo modo è possibile perseguire all'interno dell'area VIP la partita. Essa viene inoltre utilizzata per conferenze, riunioni ed altri eventi. Sotto di essa si trovano i garage dello stadio.
Sul lato nord dello stadio, che si affaccia sulla Stadionplatz, sorge la torre dello stadio, sotto la tribuna nord, le aree dell'amministrazione sportiva della città di Graz, il Fan-Café, luogo di ritrovo dei tifosi dello Sturm Graz e un'agenzia di scommesse. All'interno della torre dello stadio si trovano uffici, alloggi e, al piano terra, il negozio dello Sturm.
Sotto la tribuna sud vi è un centro fitness con una superficie di circa 1.500 metri quadrati. Proprio accanto ad esso sorge lo stadio del ghiaccio Liebenau.

### Calcio

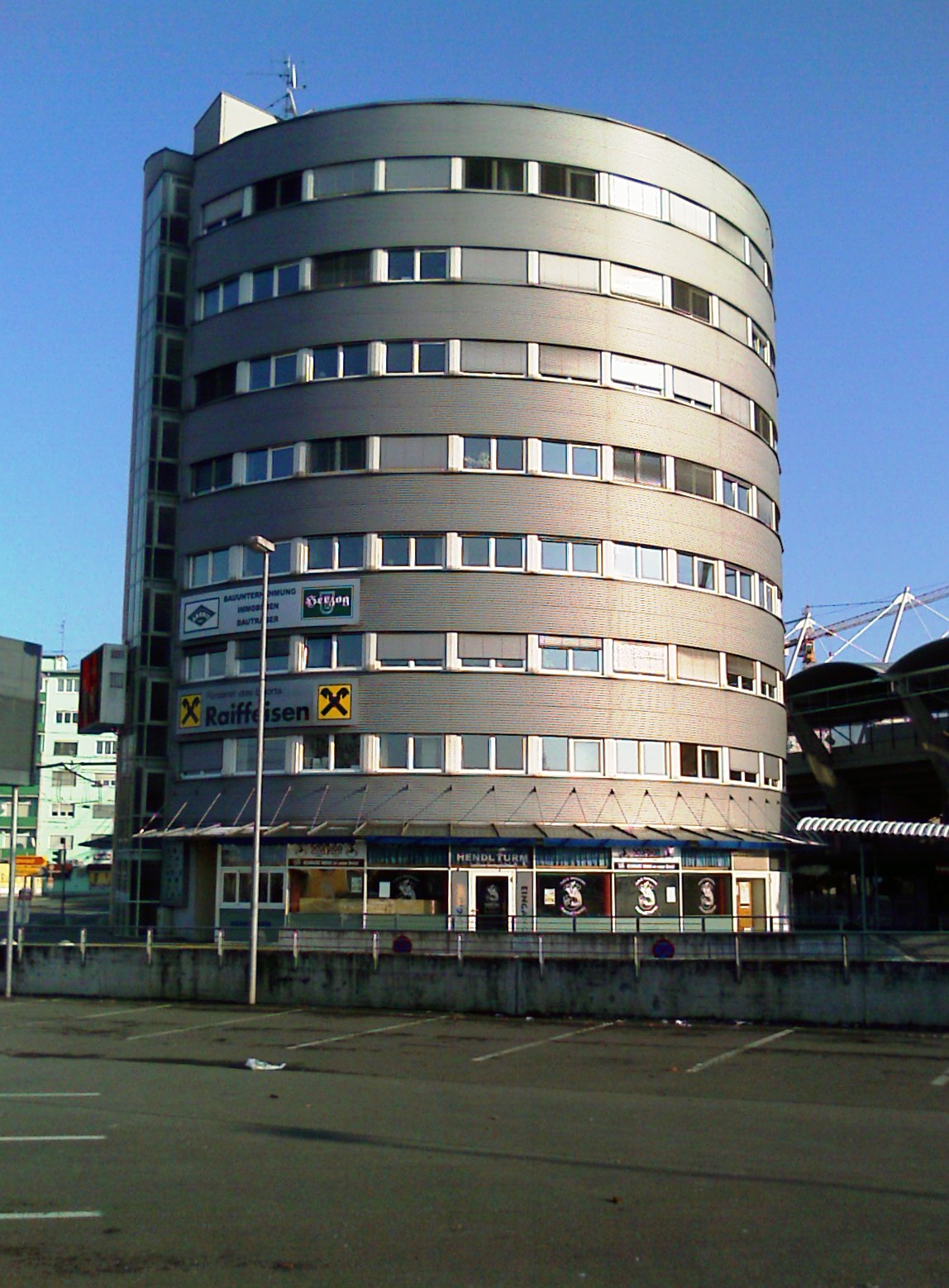
La torre dello stadio

Oltre ad essere utilizzato dallo Sturm Graz (Bundesliga) e dal Grazer AK (Regionalliga) per le proprie partite casalinghe, il Graz-Liebenau ha ospitato diverse gare della Nazionale austriaca e cinque finali di competizioni nazionali, due di coppa e tre di supercoppa d'Austria.

#### Finali di ÖFB-Cup
- 2001-2002  Grazer AK- Sturm Graz (3-2)
- 2002-2003  Austria Vienna- Kärnten (3-0)

#### Finali di ÖFB-Supercup
- 1999  Sturm Graz- LASK Linz (1-1, 4-3 rig)
- 2002  Sturm Graz- Grazer AK (0-3)
- 2004  Grazer AK- Austria Vienna (1-1, 2-4 rig)

#### Partite della Nazionale austriaca

##### Partite giocate al Bundesstadion Liebenau[15][16][17]
- 10 settembre 1970  Austria- Jugoslavia (0-1)
- 7 maggio 1985  Austria- Cipro (4-0)
- 15 ottobre 1986  Austria- Albania (3-0)
- 11 aprile 1989  Austria- Cecoslovacchia (1-2)

##### Partite giocate allo Stadion Graz-Liebenau[17][18][19][20]
- 28 aprile 1999  Austria- San Marino (7-0)
- 29 marzo 2000  Austria- Svezia (1-1)
- 27 marzo 2002  Austria- Slovacchia (2-0)
- 26 marzo 2003  Austria- Grecia (2-2)
- 25 maggio 2004  Austria- Russia (0-0)
- 17 agosto 2005  Austria- Scozia (2-2)
- 16 giugno 2006  Austria- Ungheria (1-2)
- 24 marzo 2007  Austria- Ghana (1-1)
- 27 maggio 2008  Austria- Nigeria (1-1)
- 30 maggio 2008  Austria- Malta (5-1)
- 11 febbraio 2009  Austria- Svezia (0-2)
- 5 settembre 2009  Austria- Fær Øer (3-1)
- 7 giugno 2011  Austria- Lettonia (3-1)

### Football americano
Il Graz-Liebenau è stato una delle tre sedi del campionato mondiale di football americano 2011, insieme al Tivoli-Neu Stadion di Innsbruck e all'Ernst Happel Stadion di Vienna; è anche sede delle partite del girone B del campionato europeo A di football americano 2014.

### Concerti
Lo stadio fu concepito anche per l'organizzazione di concerti. Tuttavia, a causa delle piccole dimensioni non è mai stato possibile organizzarne alcuno, dato che non avrebbe garantito il successo finanziario. Inoltre, l'erba naturale sarebbe danneggiata da un concerto troppo forte.